# Vojtěch Černý (odbojář)
Vojtěch Černý (2. května 1917 – ?1991) byl účastník protinacistického odboje a jeden z organizátorů postoloprtského masakru, během nějž bylo zabito podle odhadu vyšetřovací parlamentní komise z roku 1947 přes 2000 sudetských Němců.

## Druhá světová válka
Po vypuknutí druhé světové války se Vojtěch Černý zapojil do odboje. Už v roce 1939 bojoval v Polsku proti Němcům. Pak byl zajat Sovětským svazem a poté vstoupil do 1. čs. armádního sboru. Bojoval v bitvě u Sokolova, za což byl vyznamenán medailí za chrabrost. Účastnil se i dalších bitev. V bitvě o Dukelský průsmyk byl raněn.

## Postoloprtský masakr
V červnu 1945 československá armáda v Postoloprtech soustředila tisíce Němců, z nichž podle vyšetřovací komise Ústavodárného shromáždění a později i Policie ČR přes 2000 bez soudu zastřelila. Byly nalezeny ostatky 763 osob. Mezi zavražděnými bylo i pět chlapců ve věku od 12 do 15 let, kteří chtěli z internačního tábora utéct či si natrhat ovoce. Chytila je hlídka a na příkaz Bohuslava Marka je brutálně zmlátila. Poté je před zraky ostatních demonstrativně popravila. Vyšetřování žatecké kriminální policie vedené v letech 2006–2009 došlo k závěru, že k vraždě pětice chlapců dal rozkaz štábní kapitán Vojtěch Černý a spolu s Bohuslavem Markem byl v největší pravděpodobností zodpovědný i za ostatní vraždy. Parlamentní vyšetřovací komise v roce 1947 vyslechla Černého i Marka, přičemž ve své výpovědi vydání rozkazu přiznal. Viníci však nebyli označeni a závěrečná zpráva zůstala tajná. Vojtěch Černý ani Bohuslav Marek nebyli nikdy souzeni. Policie roku 2009 rovněž uvedla, že by dnes masakr byl posuzován jako genocida.